# Чефорнак (аэропорт)
Аэропорт Чефорнак (англ. Chefornak Airport), (ИАТА: CYF, ИКАО: PACK, FAA LID: CFK) — государственный гражданский аэропорт, расположенный в поселении Чефорнак (Аляска), США.

## Операционная деятельность

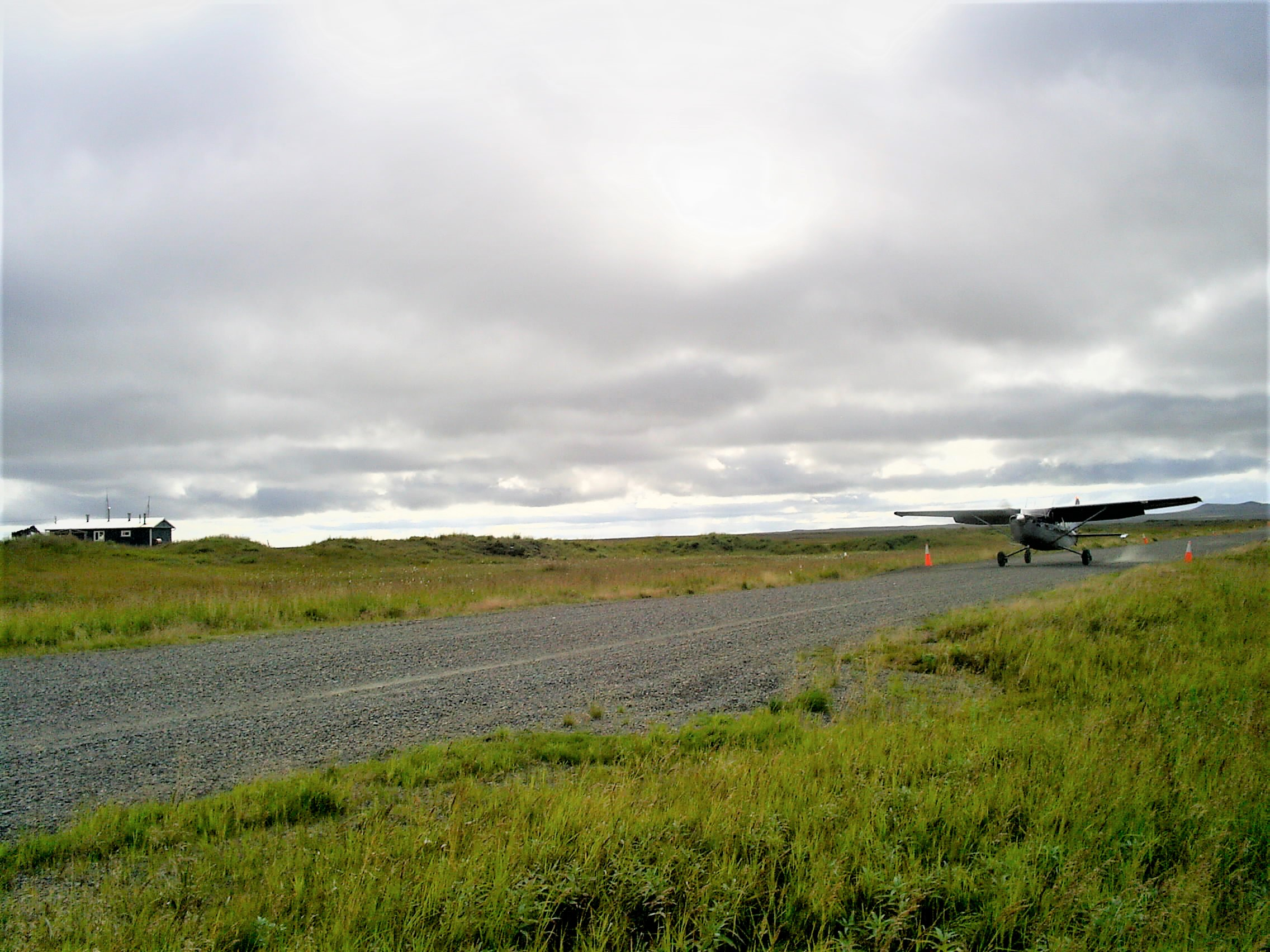
Посадка самолёта в Аэропорту Чефорнак

Аэропорт Чефорнак расположен на высоте 286 метров над уровнем моря и эксплуатирует одну взлётно-посадочную полосу:
- 16/34 размерами 762 x 9 метров с гравийным покрытием.[1]

Новая взлётно-посадочная полоса аэропорта была построена вдалеке от поселения из-за проблем с близость ныне эксплуатируемой полосы к объектам населённого пункта, однако до введения новой ВПП в эксплуатацию необходимо завершить все необходимые строительные работы, которые будут продолжаться ещё в течение нескольких лет.